# Михайловка (Лямбірський район)
Миха́йловка (рос. Михайловка, ерз. Михайловка) — село у складі Лямбірського району Мордовії, Росія. Входить до складу Протасовського сільського поселення.

## Населення
Населення — 256 осіб (2010; 234 у 2002).
Національний склад (станом на 2002 рік):
- росіяни — 53 %
- мокшани — 33 %